# Halina Koźniewska

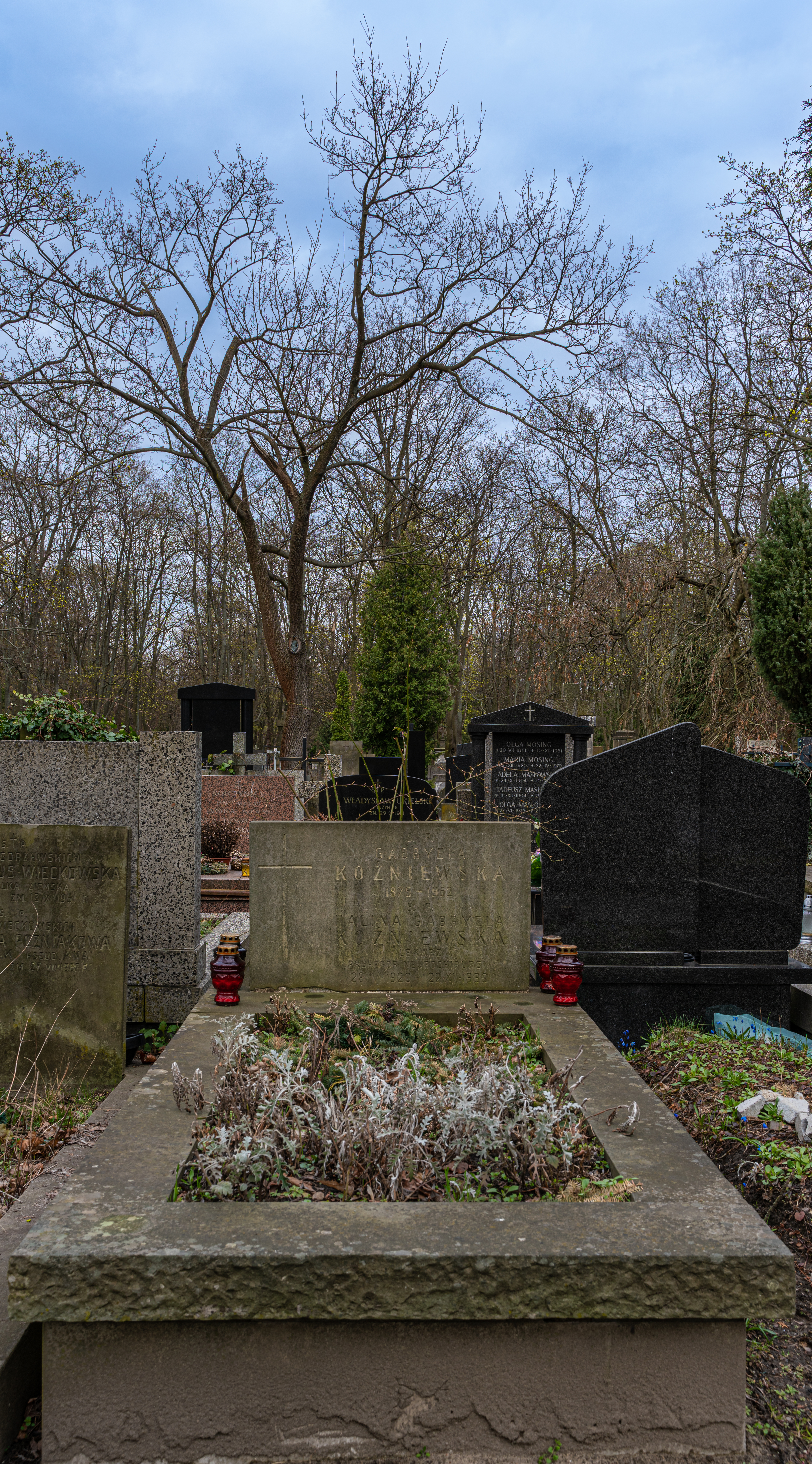
Grób Haliny Koźniewskiej na cmentarzu Powązkowskim

Halina Gabryela Koźniewska (ur. 28 maja 1920 w Tomczynie obecnie Oporów, zm. 20 grudnia 1999) – polska lekarka neurochirurg i polityk, posłanka na Sejm PRL V, VI, VII i VIII kadencji, w latach 1972–1980 członek Rady Państwa.

## Życiorys
Córka Ignacego. W 1947 ukończyła studia na Uniwersytecie Warszawskim, w 1968 otrzymała tytuł profesora nadzwyczajnego, w 1975 profesora zwyczajnego nauk medycznych.
W latach 1945–1949 pracowała jako asystent na Wydziale Lekarskim UW (w Klinice Neurologii i Klinice Neurochirurgii), w latach 1949–1950 w Szpitalu Karola i Marii w Warszawie; w latach 1950–1958 asystent w Akademii Medycznej w Warszawie i Instytucie Psychoneurologii w Warszawie. Od 1958 związana z Akademią Medyczną w Lublinie, była tam m.in. dyrektorem Instytutu Chorób Układu Nerwowego i prodziekanem Wydziału Lekarskiego.
Była konsultantem wojewódzkim ds. neurochirurgii w województwie lubelskim, kierownikiem tematów w programach badawczych Polskiej Akademii Nauk i rządu. Członek i w latach 1963–1970 sekretarz Zarządu Głównego Polskiego Towarzystwa Neurochirurgów (została także uhonorowana godnością honorowego prezesa), członek także towarzystw neurochirurgicznych zagranicznych. Opublikowała ponad 80 prac z zakresu ogniskowych uszkodzeń mózgu, neuroonkologii i neurotraumatologii.
W latach 1969–1985 posłanka na Sejm PRL V, VI, VII i VIII kadencji, w latach 1972–1980 członek Rady Państwa.
Została pochowana na cmentarzu Powązkowskim w Warszawie (kwatera 92-6-16).

## Odznaczenia
- Krzyż Komandorski Orderu Odrodzenia Polski
- Krzyż Kawalerski Orderu Odrodzenia Polski
- Złoty Krzyż Zasługi
- Srebrny Krzyż Zasługi (1955)[2]
- Medal 10-lecia Polski Ludowej (1955)[3]
- Medal 30-lecia Polski Ludowej (1974)[4]
- i inne